# Bouvincourt-en-Vermandois
Bouvincourt-en-Vermandois és un municipi francès situat al departament del Somme i a la regió dels Alts de França. L'any 2007 tenia 150 habitants.

## Demografia

### Població

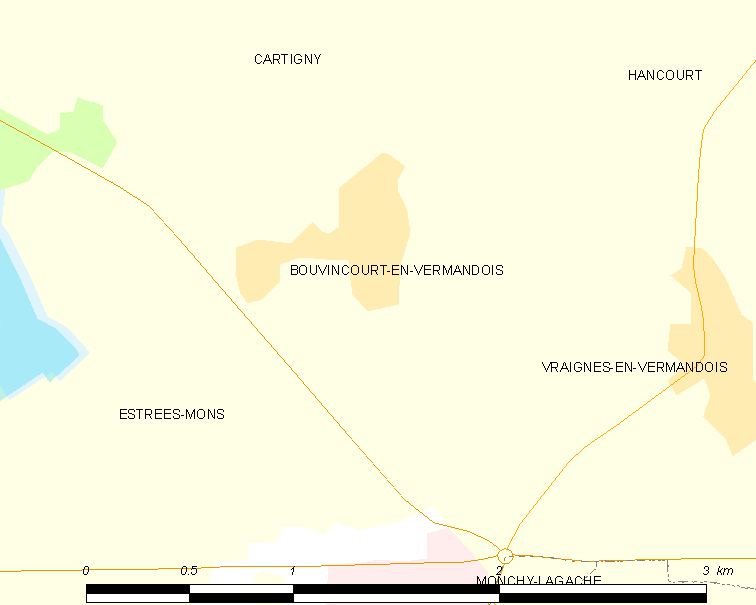

El 2007 la població de fet de Bouvincourt-en-Vermandois era de 150 persones. Hi havia 60 famílies de les quals 12 eren unipersonals (12 dones vivint soles i 12 dones vivint soles), 24 parelles sense fills, 20 parelles amb fills i 4 famílies monoparentals amb fills.
La població ha evolucionat segons el següent gràfic:
Habitants censats

### Habitatges
El 2007 hi havia 67 habitatges, 59 eren l'habitatge principal de la família, 5 eren segones residències i 2 estaven desocupats. Tots els 67 habitatges eren cases. Dels 59 habitatges principals, 55 estaven ocupats pels seus propietaris, 3 estaven llogats i ocupats pels llogaters i 1 estava cedit a títol gratuït; 7 tenien tres cambres, 11 en tenien quatre i 42 en tenien cinc o més. 49 habitatges disposaven pel capbaix d'una plaça de pàrquing. A 23 habitatges hi havia un automòbil i a 33 n'hi havia dos o més.

### Piràmide de població

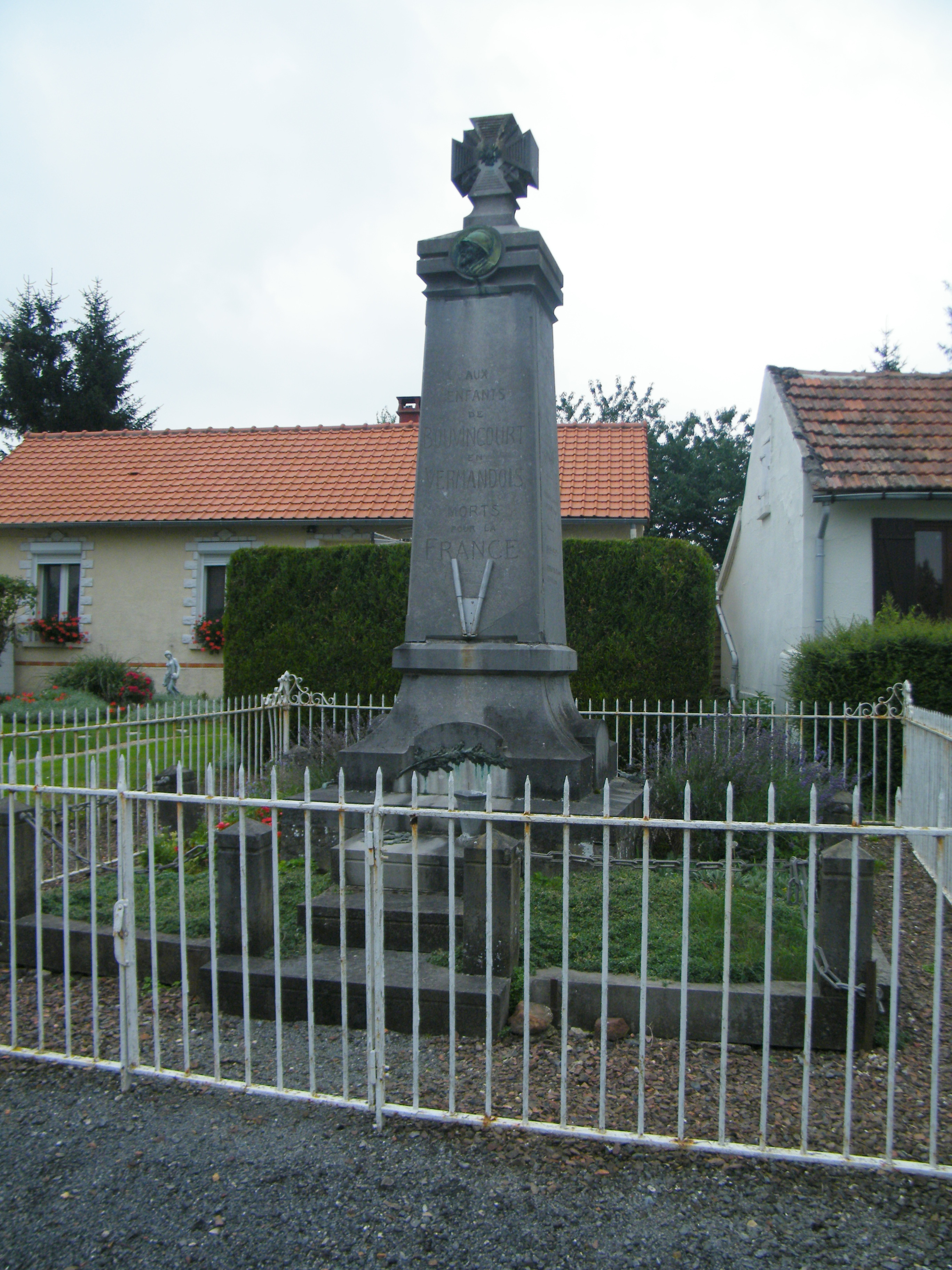

La piràmide de població per edats i sexe el 2009 era:
| Homes | Edats   | Dones |
| ----- | ------- | ----- |
| 0     | 95 o +  | 0     |
| 0     | 90 a 94 | 0     |
| 0     | 85 a 89 | 0     |
| 4     | 80 a 84 | 4     |
| 0     | 75 a 79 | 12    |
| 0     | 70 a 74 | 0     |
| 0     | 65 a 69 | 0     |
| 8     | 60 a 64 | 4     |
| 0     | 55 a 59 | 8     |
| 4     | 50 a 54 | 0     |
| 16    | 45 a 49 | 12    |
| 8     | 40 a 44 | 4     |
| 0     | 35 a 39 | 8     |
| 4     | 30 a 34 | 0     |
| 0     | 25 a 29 | 4     |
| 0     | 20 a 24 | 0     |
| 4     | 15 a 19 | 12    |
| 4     | 10 a 14 | 0     |
| 4     | 5 a 9   | 8     |
| 8     | 0 a 4   | 0     |

## Economia

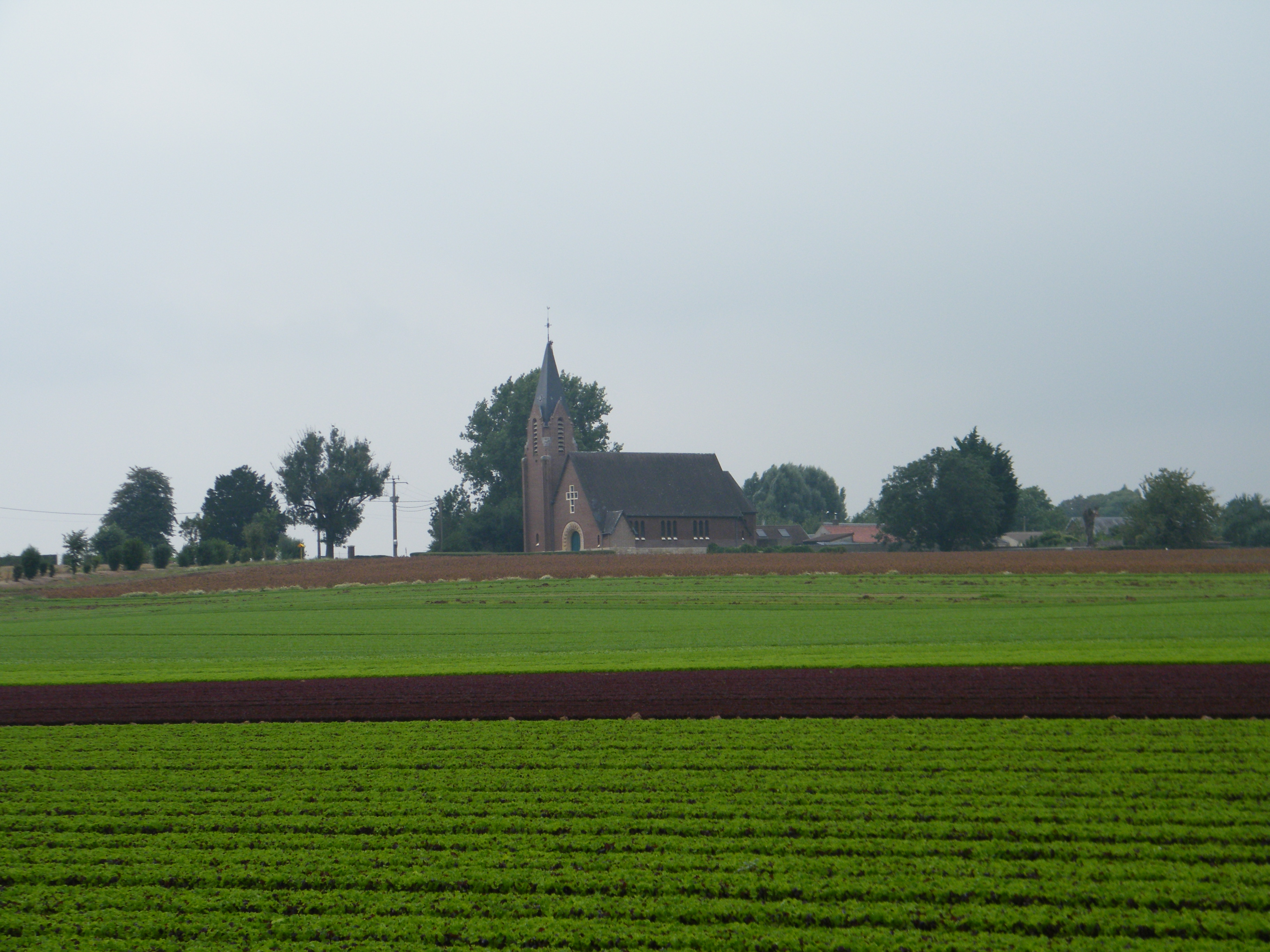

El 2007 la població en edat de treballar era de 99 persones, 75 eren actives i 24 eren inactives. De les 75 persones actives 68 estaven ocupades (36 homes i 32 dones) i 7 estaven aturades (3 homes i 4 dones). De les 24 persones inactives 13 estaven jubilades, 7 estaven estudiant i 4 estaven classificades com a «altres inactius».

### Ingressos
El 2009 a Bouvincourt-en-Vermandois hi havia 60 unitats fiscals que integraven 158,5 persones, la mediana anual d'ingressos fiscals per persona era de 20.180 €.

### Activitats econòmiques
Dels 3 establiments que hi havia el 2007, 1 era d'una empresa de fabricació d'altres productes industrials, 1 d'una empresa de comerç i reparació d'automòbils i 1 d'una empresa de transport.
L'únic servei als particulars que hi havia el 2009 era un taller de reparació d'automòbils i de material agrícola.
L'únic establiment comercial que hi havia el 2009 era una floristeria.

## Poblacions més properes
El següent diagrama mostra les poblacions més properes.